# Torneo de Viena 2020
El Erste Bank Open 2020 fue un torneo de tenis perteneciente al ATP Tour 2020 en la categoría ATP World Tour 500. El torneo tuvo lugar en la ciudad de Viena (Austria) desde el 26 de octubre hasta el 1 de noviembre de 2020 sobre canchas duras.

## Distribución de puntos
| Modalidad            | Campeón | Finalista | Semifinales | Cuartos de final | 2.ª ronda | 1.ª ronda | Clasificados | 2.ª ronda de clasificación | 1.ª ronda de clasificación |
| Individual masculino | 500     | 330       | 200         | 100              | 50        | 0         | 25           | 13                         | 0                          |
| Dobles masculino     | 500     | 300       | 180         | 90               | –         | –         | 45           | 25                         | 0                          |

## Cabezas de serie

### Individuales masculino
| Tenista            | Ranking | Preclasificado |
| Novak Djokovic     | 1       | 1              |
| Dominic Thiem      | 3       | 2              |
| Stefanos Tsitsipas | 5       | 3              |
| Daniil Medvédev    | 6       | 4              |
| Andréi Rubliov     | 8       | 5              |
| Diego Schwartzman  | 9       | 6              |
| Gaël Monfils       | 11      | 7              |
| Denis Shapovalov   | 12      | 8              |

- Ranking del 19 de octubre de 2020.[2]

### Dobles masculino
| Tenistas                            | Ranking | Preclasificados |
| Mate Pavić Bruno Soares             | 11      | 1               |
| Rajeev Ram Joe Salisbury            | 16      | 2               |
| Łukasz Kubot Marcelo Melo           | 24      | 3               |
| Pierre-Hugues Herbert Nicolas Mahut | 25      | 4               |

## Campeones

### Individual masculino
Andréi Rubliov venció a  Lorenzo Sonego por 6-4, 6-4

### Dobles masculino
Łukasz Kubot /  Marcelo Melo vencieron a  Jamie Murray /  Neal Skupski por 7-6(7-5), 7-5